# Tanystola ochrogutta
Tanystola ochrogutta is een vlinder uit de familie van de tandvlinders (Notodontidae), uit de onderfamilie van de Thaumetopoeinae (Processievlinders). De wetenschappelijke naam van de soort is voor het eerst gepubliceerd in 1856 door Herrich-Schäffer.
De soort komt voor in Australië.